# Haus of Gaga
Haus of Gaga és el nom de l'equip creatiu de la cantautora estatunidenca Lady Gaga.
Aquest equip es caracteritza per ser la base de l'estil diferent i extravagant de la cantant. La Haus ha creat la major part de la roba i els accessoris, escenografia i maquillatge que Gaga ha presentat en públic. La Haus of Gaga conserva algunes de les peces més famoses i icòniques de l'artista, com ara el "disco stick", les "iPod LCD glasses" i el vestit de carn que va portar als premis MTV del 2010.
La marca de cosmètics Haus Laboratories, creada el 2012, forma part de les creacions englobades dins de la Haus of Gaga.

## Membres
- Stefani Germanotta (coneguda com Lady Gaga).
- Repertorio: Vincent Herbert.
- Gestió: Bobby Campbell.
- Gestió mediàtica: Lane Bentley.
- Gràfiques: Connor Hadley (BTWB, Artpop, Enigma, Haus Laboratories i Chromatica)
- Director musical: Paul "DJ White Shadow" Blair (2012-2013)
- Manager dels projectes: Alexandra Dash
- Tècnic audio: Dave Russell.
- Director artístic: Marla Weinhoff.
- Director de la moda: Nicola Formichetti (2008-2012, 2018-hora), Brandon Maxwell (2012-hora)
- Designer: Perry Meek.
- Cabells i acconciature: Frederic Aspiras.
- Makeup: Sarah Tanno.
- Coordinatore creatiu: Lacee Franks.
- Coreografo: Richy Jackson.
- Little monsters: Helen Green (artista) i Emma Carroll (Born This Way Foundation).
- Amiga i inspiració: Lady Starlight